# Dijana Mugoša
Dijana Mugoša (n. 22 octombrie 1995, în Podgorica) este o handbalistă din Muntenegru care evoluează pe postul de extremă stânga pentru clubul românesc SCM Craiova și echipa națională a Muntenegrului.
Mugoša a evoluat pentru naționala de handbal feminin a Muntenegrului la Jocurile Olimpice de la Tokyo 2020, Campionatul Mondial din Japonia 2019 și Spania 2021 și la Campionatul European din Danemarca 2020.

## Palmares
- Liga Campionilor:
  - Optimi de finală: 2021
  - Grupe: 2020, 2022

- Cupa EHF:
  - Semifinalistă: 2020
  - Turul 3: 2013
  - Turul 2: 2019

- Cupa Challenge:
  - Semifinalistă: 2018
  - Turul 3: 2014

- Campionatul Muntenegrului:
  -  Medalie de argint: 2014, 2015
  -  Medalie de bronz: 2016

- Cupa Muntenegrului:
  -  Finalistă: 2014, 2015, 2016

- Campionatul Slovaciei:
  -  Câștigătoare: 2019

- Cupa Slovaciei:
  -  Câștigătoare: 2019

- Liga Internațională de Handbal Slovaco-Cehă:
  -  Câștigătoare: 2019

- Campionatul Croației:
  -  Medalie de argint: 2022

- Cupa Croației:
  -  Câștigătoare: 2022